# John Wesley Powell
John Wesley Powell, född 24 mars 1834 i Mount Morris i Livingston County, New York, död 23 september 1902 i Haven Colony i Brooklin, Maine, var en amerikansk geolog och etnolog.
Efter en tids lärarverksamhet började Powell att studera vid Oberlin College i Oberlin, Ohio, varpå han företog flera stora forskningsresor, från vilka han hemförde betydande samlingar. Efter att ha deltagit i amerikanska inbördeskriget, under vilket han miste sin ena arm, anställdes han som professor i geologi vid Illinois Wesleyan University i Bloomington, Illinois. 
Tack vare det lyckade resultatet av några undersökningar som Powell företog i mer okända delar av USA, beviljade kongressen medel till en utförlig topografisk och geologisk undersökning av landet kring Coloradofloden och dess bifloder under hans ledning. En del större avhandlingar som han publicerade om dessa undersökningar bidrog till att göra hans namn känt. Han blev senare direktör för US Geological Survey, men lämnade denna befattning för att bli direktör för etnologiska byrån vid Smithsonian Institution i Washington, D.C.
Powell upptäckte den stora grottan Redwall Cavern vid Coloradofloden.

## Minnesmärken och eftermäle
- Powell begravdes på Arlington National Cemetery i Virginia.
- Mineralen powellit är döpt efter honom.
- Lake Powell, en konstgjord reservoar i Coloradofloden, är uppkallad efter honom.
- Berget Powell Peak i Colorado är uppkallat efter honom.
- Powellplatån, nära Steamboat Mountain vid Grand Canyon är uppkallad efter Powell.
- Staden Powell, Wyoming är uppkallad efter honom.
- Byggnaden för U.S. Geological Surveys nationella centrum i Reston, Virginia uppkallades efter Powell 1974.
- Priset John Wesley Powell Award delas ut av USGS.
- Skolorna John Wesley Powell Middle School i Littleton, Colorado och Powell Jr High School i Mesa, Arizona är uppkallade efter honom.

## I populärkultur
Powell spelades av John Beal i filmen Tio genom Grand Canyon (1960).
Låten "Mr. Powell" av Ozark Mountain Daredevils på albumet The Car Over the Lake är tillägnad Powell.